# Nina Wang
Ne pas confondre avec le personnage « Nina Wáng » du manga My-otome
Nina Wang, née Kung Yu-sum (chinois traditionnel : 龔如心 ; pinyin : Gōng Rúxīn ; 29 septembre 1937 - 3 avril 2007), était une femme d'affaires hongkongaise, veuve du magnat Teddy Wang enlevé et disparu en 1990. Elle était à sa mort en 2007 la femme la plus riche d'Asie avec une fortune estimée à 4,2 milliards de dollars américains. 

## Biographie
Kung Yu Sum naît à Shanghai de parents de langue wenzhou. Elle est l'une des amies d'enfance de Teddy Wang dont le père a créé une entreprise de peinture et de produits chimiques. Les Wang quittent Wenzhou pour Hong Kong et leur entreprise devient le groupe Chinachem, l'une des sociétés les plus importantes et les plus puissantes de Hong Kong. Kung Yu Sum et Teddy Wang renouent en 1948 lorsqu'ils ont, elle 11 ans et lui 15 ans. Ils se marient en 1955. 
Le 12 avril 1983, Teddy Wang est enlevé une première fois jusqu'à ce que Nina Wang paie une rançon de 33 millions de dollars.  Le 10 avril 1990, il est de nouveau enlevé et n'est pas retrouvé. Nina Wang prend alors la direction du groupe avec le titre de « Chairlady » et Chinachem devient un promoteur immobilier majeur à Hong Kong. 
Teddy Wang n'ayant jamais été retrouvé, il est déclaré mort en 1999. Au moins trois testaments différents apparaissent. Le premier, daté de 1960, divise les avoirs de Teddy Wang à parts égales entre son père (Wang Din-shin) et son épouse (Nina Wang). Une version contestée de 1968 lègue la totalité à Din-shin[réf. souhaitée].
Un autre testament, également contesté, daté d'un mois avant l'enlèvement de 1990, lègue la totalité à Nina Wang. Le 21 novembre 2002, après une bataille de 171 jours devant les tribunaux, bataille juridique où ont figuré quelques-uns des avocats les plus en vue de Hong Kong et où Wang Din-shin accuse Nina d'adultère, la justice déclare que le testament de 1990 est un faux et verse à Wang Din-shin la totalité de la fortune de Teddy Wang estimée à 128 millions de dollars[réf. à confirmer].
Le 28 janvier 2005, Nina Wang est officiellement inculpée de faux mais libérée sous caution. Toutefois le 16 septembre 2005 la cour d'appel annule la décision précédente et rend à Nina Wang le contrôle sur le groupe Chinachem. Fin 2005, les procureurs abandonnent officiellement toutes les charges de fraude à son encontre. 

## Mort et succession
Le 4 avril 2007, Chinachem annonce que Nina Wang est décédée la veille au Hong Kong Sanatorium and Hospital. La cause du décès n'est pas précisée mais il semble qu'elle ait souffert d’un cancer. 
Chinachem confirme par la suite que Nina Wang avait été traitée aux États-Unis au Brigham and Women's Hospital — hôpital affilié à l'université Harvard — pendant plus de trois ans[réf. souhaitée]. 
Nina Wang était à sa mort en 2007 la femme la plus riche d'Asie avec une fortune  estimée à 4,2 milliards de dollars américains. Elle était en effet la 35e personne la plus riche d'Asie (dont la femme la plus riche) et la 154e personne la plus riche au monde selon les statistiques du magazine Forbes[réf. souhaitée]. 
Le 8 avril 2007, le journal hongkongais Sunday Morning Post annonce que, selon l'avocat Jonathan Midgley, Nina Wang aurait désigné une personne comme unique bénéficiaire de son testament et que, contrairement aux informations qui avaient circulé précédemment, sa fortune n'irait pas à une œuvre de bienfaisance.
La famille Kung de son côté insiste sur le fait que Nina Wang souhaitait utiliser la plus grande partie de son patrimoine pour le développement médical et éducatif en Chine continentale. Par ailleurs Jonathan Midgley refuse de dire s'il a été ou non impliqué dans la rédaction du testament[réf. souhaitée]. 
Le lendemain des funérailles, deux testaments datés de 2002 et 2006 sont publiés séparément, l'un dans Next Magazine, l'autre dans Apple Daily. Le document de 2002 attribue la fortune de Nina Wang à une fondation caritative tandis que celui de 2006 désigne comme bénéficiaire son consultant personnel en feng shui, Tony Chan Chun-chuen[réf. souhaitée]. 
Le 2 février 2010, après une longue bataille judiciaire, le tribunal considère que le document de 2006 porte une fausse signature et confirme le testament de 2002 selon lequel toute la succession doit être confiée à la « ChinaChem Charitable Foundation »[réf. souhaitée].